# Ted Hendricks Award
Le Ted Hendricks Award récompense chaque année le meilleur Defensive end de football américain évoluant au niveau universitaire au sein de la NCAA. Il a été créé par sa propre fondation, la Ted Hendricks Foundation. 
Bien que le prix soit techniquement ouvert aux joueurs de tous les niveaux du football américain universitaire, tous les gagnants avant 2022 avaient joué pour les équipes de la Division I FBS. Le premier vainqueur en dehors de FBS était Caleb Murphy de NCAA Division II Ferris State, qui a gagné en 2022.
Le prix fait référence à Ted Hendricks, membre du College Football Hall of Fame et du Pro Football Hall of Fame.

## Palmarès
| Années | Joueurs                                          | Équipes                                          |
| ------ | ------------------------------------------------ | ------------------------------------------------ |
| 2002   | Terrell Suggs                                    | Sun Devils d'Arizona State                       |
| 2003   | David Pollack                                    | Bulldogs de la Géorgie                           |
| 2004   | David Pollack                                    | Bulldogs de la Géorgie                           |
| 2005   | Elvis Dumervil                                   | Cardinals de Louisville                          |
| 2006   | LaMarr Woodley                                   | Wolverines du Michigan                           |
| 2007   | Chris Long                                       | Cavaliers de la Virginie                         |
| 2008   | Brian Orakpo                                     | Longhorns du Texas                               |
| 2009   | Jerry Hughes                                     | Horned Frogs de TCU                              |
| 2010   | Da'Quan Bowers                                   | Tigers de Clemson                                |
| 2011   | Whitney Mercilus                                 | Fighting Illini de l'Illinois                    |
| 2012   | Jadeveon Clowney                                 | Gamecocks de la Caroline du Sud                  |
| 2013   | Jackson Jeffcoat                                 | Longhorns du Texas                               |
| 2014   | Nate Orchard                                     | Utes de l'Utah                                   |
| 2015   | Carl Nassib                                      | Nittany Lions de Penn State                      |
| 2016   | Jonathan Allen                                   | Crimson Tide de l'Alabama                        |
| 2017   | Bradley Chubb                                    | Wolfpack de North Carolina State                 |
| 2018   | Clelin Ferrell                                   | Tigers de Clemson                                |
| 2019   | Chase Young                                      | Buckeyes d'Ohio State                            |
| 2020   | Non présenté en raison de problèmes de Covid-19. | Non présenté en raison de problèmes de Covid-19. |
| 2021   | Aidan Hutchinson                                 | Wolverines du Michigan                           |
| 2022   | Caleb Murphy                                     | Bulldogs de Ferris State (Div. II)               |

## Statistiques par équipes
| Équipes                          | Nombre |
| -------------------------------- | ------ |
| Bulldogs de la Géorgie           | 2      |
| Longhorns du Texas               | 2      |
| Tigers de Clemson                | 2      |
| Wolverines du Michigan           | 2      |
| Buckeyes d'Ohio State            | 1      |
| Bulldogs de Ferris State         | 1      |
| Cardinals de Louisville          | 1      |
| Cavaliers de la Virginie         | 1      |
| Crimson Tide de l'Alabama        | 1      |
| Fighting Illini de l'Illinois    | 1      |
| Gamecocks de la Caroline du Sud  | 1      |
| Horned Frogs de TCU              | 1      |
| Nittany Lions de Penn State      | 1      |
| Sun Devils d'Arizona State       | 1      |
| Utes de l'Utah                   | 1      |
| Wolfpack de North Carolina State | 1      |